# Moviment Nacional Democràtic d'Etiòpia
El Moviment Nacional Democràtic d'Etiòpia (Ethiopian National Democratic Movement ENDM) fou una coalició o aliança de diversos partits d'oposició d'Etiòpia que va participar en les eleccions legislatives del 1995; la majoria dels partits opositors es van retirar i el ENDM va competir per 80 escons, però no en va aconseguir cap. El Front Democràtic Revolucionari Popular Etíop va obtenir 483 escons sobre 548.
Posteriorment va canviar el seu nom a Partit Nacional Democràtic d'Etiòpia i encara existeix.